# 휨

단순보가 분포하중을 받아 휘어진 모습

휨은 응용역학에서 구조 재료가 재축에 수직한 방향으로 외부의 하중을 받아 휘는 현상을 말한다. 이처럼 휨이 발생하는 (또는 굽힘을 받는) 구조 부재를 보라고 한다.
휨이 발생하는 부재의 내부에는 응력이 발생하는데, 하중의 방향과 평행한 전단응력, 부재축과 평행한 방향의 수직응력으로 대별된다. 수직응력의 경우, 오목한 쪽에는 압축, 볼록한 쪽에는 인장 응력이 발생한다.

## 순수 휨
균일한 모멘트만을 받는 보는 순수 휨 상태에 있다. 순수 휨 상태의 보 내부에 발생하는 수직응력은 다음의 공식으로부터 주어진다.
{\displaystyle {\sigma }=-{\frac {My}{I_{x}}}}
여기서
M은 단면이 받는 휨모멘트
Ix는 중립축에 대한 단면이차모멘트
y는 단면 중립축으로부터 응력을 구하고자 하는 위치까지의 수직거리
이다.
폭이 b, 높이가 h인 직사각형 단면의 단면이차모멘트는 {\displaystyle I={\frac {bh^{3}}{12}}}이므로 수직응력은
{\displaystyle {\sigma }={\frac {6M}{bh^{2}}}}
로 간단히 표현된다.

### 보의 곡률
보에 순수 휨이 작용하는 경우 곡률 반경(radius of curvature) {\displaystyle \rho ={\frac {EI}{M}}=R}이다. 곡률은 곡률 반경의 역수로, {\displaystyle {\frac {1}{R}}={\frac {M}{EI}}}이다.

## 같이 보기
- 들보
- 전단응력

## 참고 문헌
- Gere, Goodno. 《SI 재료역학》 8판. 센게이지 러닝 코리아.
- 전찬기; 이종헌; 정환호; 김운학; 김경진 (2015). 《토목기사 과년도 시리즈 응용역학》. 성안당. 118, 221쪽. ISBN 978-89-315-6807-3.